# 山田川站
山田川站（日语：／ Yamadagawa eki */?）位於日本京都府相樂郡精華町大字山田小字下河原，是近畿日本鐵道（近鐵）京都線的鐵路車站。車站編號為B23。本站座落於精華町與木津川市的境界上，站房所在地雖位於精華町，但一半以上的月台位於木津川市。

## 歷史
- 1928年（昭和3年）11月3日 - 奈良電氣鐵道（日语：奈良電気鉄道）桃山御陵前 - 西大寺（現在的大和西大寺）間開通，本站開業[2]。
- 1963年（昭和38年）10月1日 - 由於公司合併，成為近畿日本鐵道京都線的車站[2]。
- 2007年（平成19年）4月1日 - 可使用「PiTaPa」乘車[3]。

## 車站構造
側式月台2面2線的地面車站。月台長度可容納四節車廂，車站西側（2號月台）設有站房，可利用站內平交道到達1號月台。
本站由新田邊站管理，設有站務員。

### 月台配置
| 月台 | 路線   | 方向 | 目的地                                                        |
| ---- | ------ | ---- | ------------------------------------------------------------- |
| 1    | 京都線 | 下行 | 往 高之原、大和西大寺、奈良、天理、橿原神宮前、吉野、大阪難波 |
| 2    | 京都線 | 上行 | 往 新祝園、丹波橋、京都、京都國際會館                         |

## 使用狀況
近年本站1日上下車人次調査結果如下。
- 2018年11月13日：4,280人
- 2015年11月10日：4,874人
- 2012年11月13日：4,260人
- 2010年11月9日：4,290人
- 2008年11月18日：4,501人
- 2005年11月8日：4,786人

## 車站周邊
- 山田莊郵局
- AL.PLAZA（日语：アル・プラザ）木津
- 国道163号
- 山田川交流道 - 京奈和自動車道
- 京都府道22號八幡木津線
- JR西日本 學研都市線（片町線）西木津站（往東約0.8km）
- 京都中央信用金庫 山田川分行
- 京都府立南山城支援學校

### 公車路線
| 月台 | 系統   | 主要行經地             | 目的地         | 營運公司                 | 備註                       |
| ---- | ------ | ---------------------- | -------------- | ------------------------ | -------------------------- |
| 1    | 19・29 | 木津川台中央公園       | 木津川台九丁目 | 奈良交通                 |                            |
| 1    | 木-3   | 木津川台中央公園       | 木津川台住宅   | 木之津巴士（きのつバス） |                            |
| 2    | 19     | 南陽高校               | 高之原站       | 奈良交通                 |                            |
| 2    | 52     |                        | 南陽高校       | 奈良交通                 | 只有在南陽高校開學日運行   |
| 2    | 木-1   | 南陽高校               | 高之原站       | 木之津巴士               |                            |
| 2    | 木-2   | 相樂台                 | 高之原站       | 木之津巴士               |                            |
| 3    | 71     | 木津川市役所           | 木津站         | 奈良交通                 |                            |
| 3    | 72     | 木津川市役所、木津站   | 鹿背山         | 奈良交通                 | 從木津站起為自由上下車區間 |
| 3    | 木-1   | 木津站、州見台、梅美台 | 梅谷           | 木之津巴士               |                            |
| 3    | 木-2   | 木津站                 | 鹿背山         | 木之津巴士               |                            |
| 3    | 木-3   | 木津站、南陽高校       | 高之原站       | 木之津巴士               |                            |
|      | 南線   | 東畑、京阪奈PLAZA      | 祝園站         | 精華くるりん巴士         |                            |

## 相鄰車站
近畿日本鐵道
 京都線
■急行
通過
■普通
木津川台（B22）－山田川（B23）－高之原（B24）